# Ампхе

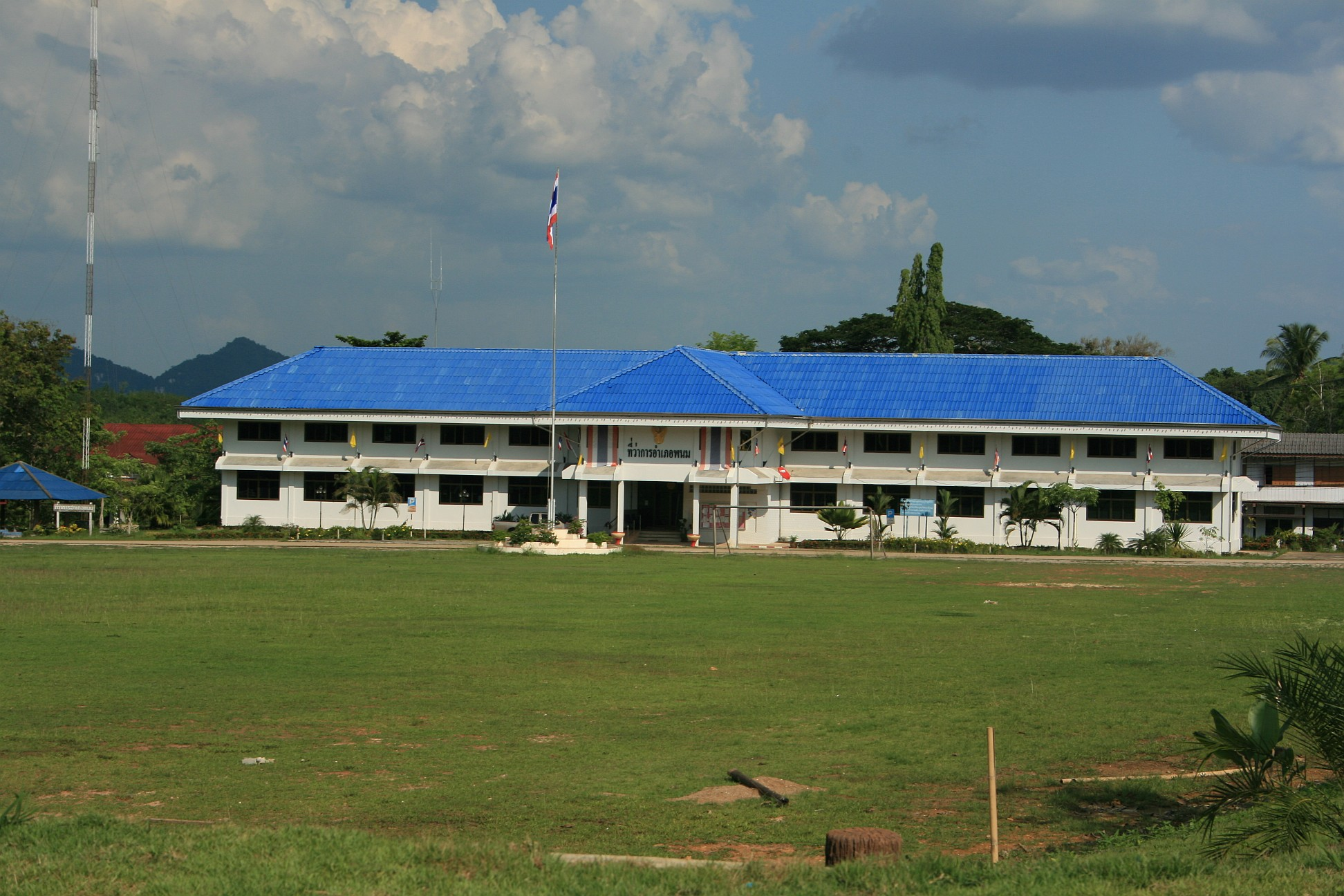
Административное здание ампхе Пханом (провинция Сураттани)

Ампхе (тайск. อำเภอ) — территориальная единица второго порядка в Таиланде.
Административно Таиланд делится на 76 провинций и столичный округ Бангкока. Каждая провинция, в свою очередь, разделяется на несколько ампхе. Бангкок же разделён на кхеты. Кхеты и ампхе эквивалентны районам в России и округам в США.
Количество ампхе колеблется от 3 в Пхукете до 50 кхетов в Бангкоке. Население ампхе колеблется от 2042 человек в ампхе Кокут провинции Трат до 435 122 человек в Мыанг Самутпракан (провинция Самутпракан).
На 2019 год в стране насчитывается 878 ампхе (в том числе 81 кингампхе) и 50 кхетов, которые делятся в свою очередь на 7255 тамбонов, состоящие из 75032 мубанов (деревень).
Столичный ампхе каждой провинции называется мыангампхе (кроме Аюттхаи).

## Система управления
Ампхе администрация (thiwakan amphoe) — орган центральной власти. Ее возглавляет Управляющий ампхе (district chief, тайск. นายอำเภอ). В его ведомстве находятся вопросы сбора налогов, общественного порядка, здравоохранения и образования, контроль криминальной обстановки. Управляющий подчиняется губернатору. И управляющий ампхе и секретарь назначаются центральной властью (Министерством внутренних дел).